# Vyhne
Vyhne és un poble i municipi d'Eslovàquia. Es troba a la regió de Banská Bystrica.

## Història
La primera menció escrita de la vila es remunta al 1326.

## Demografia
| Godina             | 1994 | 2004    | 2014   | 2024   |
| ------------------ | ---- | ------- | ------ | ------ |
| Nombre de persones | 1515 | 1341    | 1227   | 1117   |
| Diferència         |      | −11,48% | −8,50% | −8,96% |

| Godina             | 2023 | 2024 |
| ------------------ | ---- | ---- |
| Nombre de persones | 1117 | 1117 |
| Diferència         |      | +0%  |